# Schwarzwald-Querweg Freiburg–Bodensee
Der Schwarzwald-Querweg Freiburg–Bodensee ist eine West-Ost-Mehrtageswanderstrecke durch den Schwarzwald von Freiburg nach Konstanz. Der zirka 180 Kilometer lange Wanderweg wurde im Jahre 1934 angelegt und wird seither vom Schwarzwaldverein gepflegt und betreut. Vom Hochfirst bis zum Bodensee verläuft der Weg auf derselben Strecke wie der Europäische Fernwanderweg E1; zwischen Kappel und Achdorf durch die Wutachschlucht und damit dort weitgehend auf derselben Strecke wie der Schluchtensteig.

## Kurzbeschreibung
Der Querweg Freiburg–Bodensee führt von Freiburg in steilem Aufstieg zu den Felskanzeln links des Höllentales. Von Hinterzarten verläuft der Weg dann am Titisee vorbei über den Hochfirst hinunter in die Wutachschlucht, die in ihrer ganzen Länge durchwandert wird. Von Achdorf mit der landschaftsgeschichtlich interessanten Wutachablenkung steigt der Weg über Blumberg auf den Buchberg. Danach geht es auf dem Alten Postweg aussichtsreich nach Engen. Über die Vulkankegel der Hegauberge wird Singen erreicht. Durch den bewaldeten Bodanrück führt der Querweg hinunter nach Konstanz am Bodensee.

## Tagestouren/Etappen

### Erste Etappe: Freiburg – Hinterzarten

#### Übersicht
- Distanz: 33 Kilometer
- Gehzeit: ca. 9 Stunden
- Anstieg: 1.140 m

| Ort/Sehenswürdigkeit     | Strecke (km) | Höhe (m ü. NHN) | Weitere Informationen |
| ------------------------ | ------------ | --------------- | --------------------- |
| Freiburg                 | 00,0         | 250             |                       |
| Stegen                   | 12,0         | 340             |                       |
| Oberbirken               | 01,0         | 345             |                       |
| Buchenbach               | 05,0         | 447             |                       |
| Nessellachen             | 05,0         | 950             |                       |
| Mittlere Ravennaschlucht | 08,0         | 880             |                       |
| Hinterzarten             | 02,0         | 893             |                       |

#### Wegbeschreibung
Vom Hauptbahnhof in Freiburg führt der Weg durch die Innenstadt zum Schwabentor. Nach dem Schwabentorsteg geht die Wanderung in Serpentinen gemeinsam mit dem Kandelhöhenweg hinauf zum Kanonenplatz und weiter zum Silberbrünnele. Bei Siebenlinden zweigt der Kandelhöhenweg ab, während der Querweg weiter zur Wallfahrtskirche St. Ottilien und zur St.-Wendelinskapelle führt. Danach führt die Strecke bergab ins Welchental, durch das Dreisamtal nach Stegen und weiter über Oberbirken nach Buchenbach. Danach geht es steil bergauf über das Pfaffeneck und Nessellachen bis zur Schutzhütte beim Posthaldenfelsen. Die Wanderung führt dann weiter zum Piquetfelsen und von dort hinab zur Oberen Ravennaschlucht. Nachdem die Bundesstraße 31 unterquert wird, führt der Weg am Birklehof vorbei und entlang der Bahnstrecke nach Hinterzarten.

### Zweite Etappe: Hinterzarten – Schattenmühle

#### Übersicht
- Distanz: 28 Kilometer
- Gehzeit: ca. 7,5 Stunden

| Ort/Sehenswürdigkeit               | Strecke (km) | Höhe (m ü. NHN) | Weitere Informationen                                                                     |
| ---------------------------------- | ------------ | --------------- | ----------------------------------------------------------------------------------------- |
| Hinterzarten                       | 0,0          | 0.893           |                                                                                           |
| Titisee                            | 7,0          | 0.823           | Kreuzung mit dem Westweg                                                                  |
| Saig                               | 2,0          | 0.990           |                                                                                           |
| Hochfirst                          | 1,5          | 1.197           | Kreuzung mit dem Mittelweg Aussichtspunkt                                                 |
| Kappel                             | 6,5          | 0.889           |                                                                                           |
| Ehemaliger Bahnhof Kappel-Grünwald | 1,0          | 0.807           | Kreuzung mit dem Schluchtensteig Ehemaliger Bahnhof der 1976 stillgelegten Haslachtalbahn |
| Haslachmündung                     | 3,0          | 0.720           | Zusammenfluss von Haslach und Gutach zur Wutach                                           |
| Rötenbachmündung                   | 1,5          | 0.715           |                                                                                           |
| Flusskraftwerk Stallegg            | 1,0          | 0.702           |                                                                                           |
| Räuberschlössle                    | 2,0          | 0.720           |                                                                                           |
| Schattenmühle                      | 2,5          | 0.659           | Gasthaus                                                                                  |

#### Wegbeschreibung

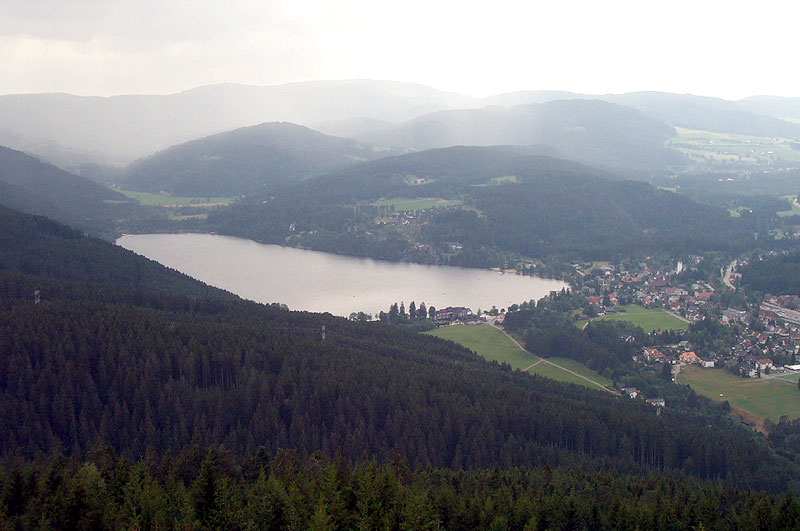
Blick auf den Titisee vom Hochfirst

Von Hinterzarten führt der Querweg zur Keßlerhöhe und dann bergab am Feuerwehrhotel Sankt Florian vorbei zu den Campingplätzen am Titisee. Auf dem Uferweg geht es dann am See entlang bis zum Hotel Seehof. Nach der Unterquerung der Höllentalbahn und der Bundesstraße 317 geht es steil bergauf nach Saig und weiter auf den Hochfirst. Von dort führt der Weg gemeinsam mit dem Mittelweg auf einem alten Grenzweg mit Grenzsteinen, die auf einer Seite mit „N“ für Neustadt und auf der anderen Seite mit „S“ für Saig bezeichnet sind. Nachdem sich der Mittelweg vom Querweg getrennt hat, führt die Wanderung vorbei am Hierabrunnen und an der Kappeler Höhe nach Kappel, das über den Erlenbachweg erreicht wird. Kappel wird über die Brändestraße verlassen. Der Weg knickt dann nach rechts ab und führt über die Grünwalder Straße bergab. Nach etwa 400 Metern beim ehemaligen Bahnhof Kappel-Grünwald der 1976 stillgelegten Bahnstrecke Kappel Gutachbrücke–Bonndorf kommt der Querweg mit dem Schluchtensteig zusammen. Vorbei an Höllochfelsen und Rechenfelsen führt der Weg in die Haslachschlucht zum Zusammenfluss von Haslach und Gutach. Ab dieser Stelle heißt der Fluss Wutach; die Wutachschlucht beginnt. Am linken Ufer der Wutach geht es vorbei an der Mündung des Rötenbachs, dem Flusskraftwerk Stallegg, der Stallegger Brücke zum Räuberschlössle. Das Räuberschlössle ist ein Felsen über der Wutach, auf dem sich im 14. Jahrhundert die Burg Neu-Blumberg befand. Von dort sind es noch 2,5 Kilometer über die Baar und wieder hinab zur Wutach bei der Schattenmühle.

### Dritte Etappe: Schattenmühle – Blumberg

#### Übersicht
- Distanz: 21 Kilometer
- Gehzeit: ca. 6 Stunden

| Ort/Sehenswürdigkeit         | Strecke (km) | Höhe (m ü. NHN) | Weitere Informationen                                                         |
| ---------------------------- | ------------ | --------------- | ----------------------------------------------------------------------------- |
| Schattenmühle                | 0,0          | 659             | Gasthaus                                                                      |
| Dietfurt-Brücke              | 3,0          | 634             |                                                                               |
| Ehemaliges Kurhotel Bad Boll | 1,0          | 623             |                                                                               |
| Schurhammerhütte             | 3,0          | 610             |                                                                               |
| Gauchachmündung              | 5,0          | 580             |                                                                               |
| Wutachmühle                  | 1,0          | 570             |                                                                               |
| Aselfingen                   | 1,5          | 540             | Kreuzung mit dem Schluchtensteig                                              |
| Achdorf                      | 3,5          | 546             | Teilort von Blumberg Kreuzung mit dem Ostweg Kreuzung mit dem Schluchtensteig |
| Blumberg                     | 3,0          | 704             |                                                                               |

#### Wegbeschreibung

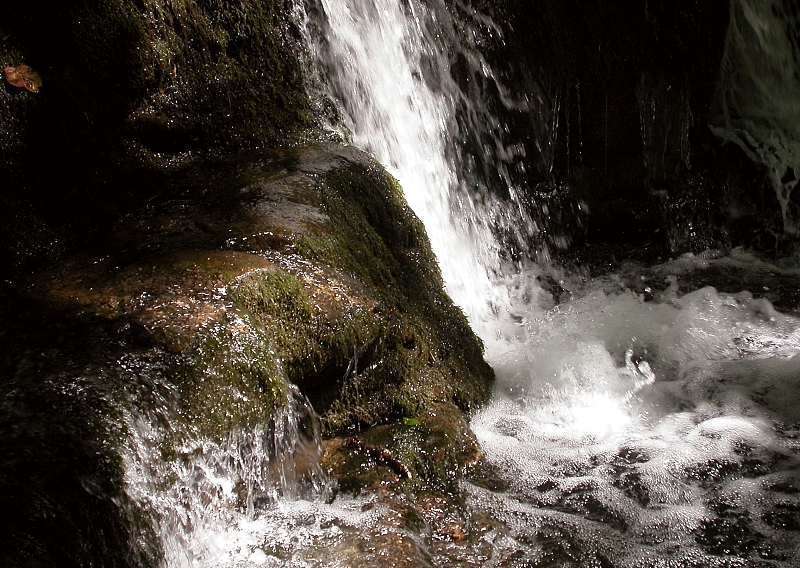
Wasserfall in der Wutachschlucht

Ab der Schattenmühle geht die Wanderung am linken Talrand zum Teil am Ufer der Wutach, zum Teil aber auch mit starken An- und Abstiegen am Hang entlang. Über die Dietfurt-Brücke wird die Wutach überquert. Nach der Schurhammerhütte wird die Wutachversickerung passiert und bald darauf die Wutach über den Rümmelesteg überquert. Nach der Wiederaustrittstelle der Wutach folgt die Gauchachmündung und zirka einen Kilometer danach die Wutachmühle. Die Wutachmühle ist heute nur noch ein Sägewerk. Der ehemalige Gasthof ist unbewirtschaftet; am Waldparkplatz befindet sich allerdings ein Kiosk. Hinter der Wutachmühle geht es zirka 200 Meter an der Landesstraße 171 entlang, bevor der Wanderweg von der Straße nach links abzweigt und wieder ins Wutachtal führt. Das Tal wird nun breiter. Kurz vor Aselfingen bei der Wutachbrücke trennen sich Querweg und Schluchtensteig. Der Querweg verläuft rechts der Wutach, bevor beide Wege sich in Achdorf wieder kreuzen. Von Achdorf verläuft der Weg ein Stück auf derselben Strecke wie der Ostweg und zweigt dann ab nach Blumberg.

### Vierte Etappe: Blumberg – Engen

#### Übersicht
- Distanz: 29 Kilometer
- Gehzeit: ca. 7 Stunden

| Ort/Sehenswürdigkeit | Strecke (km) | Höhe (m ü. NHN) | Weitere Informationen            |
| -------------------- | ------------ | --------------- | -------------------------------- |
| Blumberg             | 00,0         | 704             | Kreuzung mit dem Schluchtensteig |
| Buchberg             | 03,0         | 880             |                                  |
| Ottilienhöhe         | 01,0         | 800             |                                  |
| Randen               | 05,0         | 832             | Ortsteil von Blumberg            |
| Riedöschingen        | 05,0         | 714             | Ortsteil von Blumberg            |
| Engen                | 15,0         | 531             |                                  |

#### Wegbeschreibung

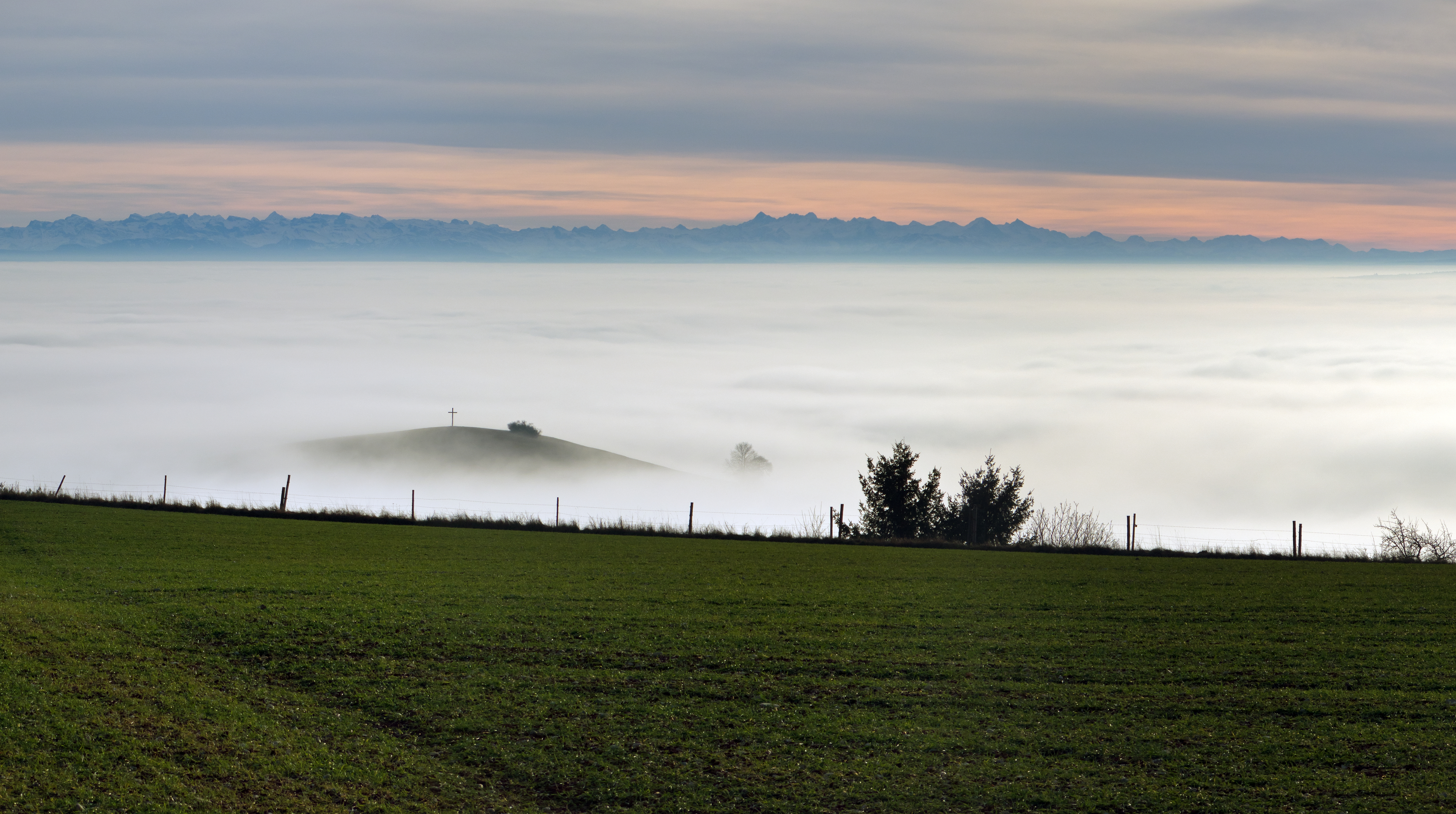
Alpenblick vom Napoleonseck

Blumberg wird über die Friedhofstraße, die Buchbergstraße und den Pommernweg verlassen. Danach geht es auf derselben Strecke wie der Schluchtensteig teils steil bergauf auf den Buchberg. Zirka einen Kilometer nach dem Gipfel bei der Ottilienhöhe trennt sich der Querweg vom Schluchtensteig. Der Weg führt an der 1976 stillgelegten Wutachtalbahn vorbei. Diese auch als „Sauschwänzlebahn“ bezeichnete Eisenbahnstrecke wird heute noch als Museumsbahn betrieben. Die Wanderung führt weiter nach Randen. Nachdem der Weg die Bundesstraße 27 kreuzt, führt er weiter zum Blauen Stein, einem für den Hegau typischen Basaltfelsen vulkanischen Ursprungs, und dann nach Riedöschingen. Teils durch Wald und teils auf freiem Feld geht die Wanderung dann über das Napoleonseck nach Engen.

### Fünfte Etappe: Engen – Singen

#### Übersicht
- Distanz: 26 Kilometer
- Gehzeit: ca. 6,5 Stunden

| Ort/Sehenswürdigkeit | Strecke (km) | Höhe (m ü. NHN) | Weitere Informationen  |
| -------------------- | ------------ | --------------- | ---------------------- |
| Engen                | 0,0          | 531             |                        |
| Welschingen          | 7,0          | 481             | Ortsteil von Engen     |
| Weiterdingen         | 3,0          | 568             | Ortsteil von Hilzingen |
| Hohenstoffeln-Hütte  | 2,0          | 740             |                        |
| Lochmühle            | 2,0          | 530             |                        |
| Mägdeberg            | 4,0          | 654             | Burgruine              |
| Hohentwiel           | 3,5          | 696             |                        |
| Singen               | 4,5          | 429             |                        |

#### Wegbeschreibung
Von Engen führt die Wanderung durch Anselfingen und danach steil bergauf auf den Hohenhewen. Über Wiesenhänge geht es dann steil bergab nach Welschingen. Auf freiem Feld führt die Strecke dann vorbei an Weiterdingen zum Gipfel des Hohenstoffeln. Weitere Stationen sind die Lochmühle und die Ruine Mägdeberg, bevor der Weg vorbei am Hohenkrähen und über den Hohentwiel nach Singen führt.

### Sechste Etappe: Singen – Langenrain
- Distanz: 24 Kilometer
- Gehzeit: ca. 6 Stunden

| Ort/Sehenswürdigkeit | Strecke (km) | Höhe (m über NHN) | Weitere Informationen   |
| -------------------- | ------------ | ----------------- | ----------------------- |
| Singen               | 0            | 429               |                         |
| Langenrain           | 24           | 534               | Ortsteil von Allensbach |

### Siebte Etappe: Langenrain – Konstanz
- Distanz: 18 Kilometer
- Gehzeit: ca. 4,5 Stunden

| Ort/Sehenswürdigkeit | Strecke (km) | Höhe (m über NHN) | Weitere Informationen   |
| -------------------- | ------------ | ----------------- | ----------------------- |
| Langenrain           | 0            | 534               | Ortsteil von Allensbach |
| Konstanz             | 18           | 404               |                         |